# Union (Missouri)
Union é uma cidade localizada no estado americano de Missouri, no Condado de Franklin.

## Demografia
Segundo o censo americano de 2000, a sua população era de 7757 habitantes.
Em 2006, foi estimada uma população de 9447, um aumento de 1690 (21.8%).

## Geografia
De acordo com o United States Census Bureau tem uma área de
20,9 km², dos quais 20,9 km² cobertos por terra e 0,0 km² cobertos por água. Union localiza-se a aproximadamente 233 m acima do nível do mar.

## Localidades na vizinhança
O diagrama seguinte representa as localidades num raio de 20 km ao redor de Union.